# Eimsbütteler Park „Am Weiher“
Der Eimsbütteler Park „Am Weiher“ ist eine etwa 2,27 ha große Parkanlage im Stadtteil Eimsbüttel des Bezirks Hamburg-Eimsbüttel. Umgebende Straßen sind die Unnastraße mit dem Gelände der Beiersdorf AG, die Straßen Im Gehölz und Am Weiher mit der katholischen Kirche St. Bonifatius und die Ottersbekallee. Bei den umgebenden Straßen handelt es sich um ruhige Wohnstraßen, weshalb der Park als Binnenpark mit Randbebauung bezeichnet wird. Ausnahme ist die Straße Im Gehölz die zum stark befahrenen Ring 2 gehört und als Bundesstraße 5 direkt am Süd-östlichen Ende des Parks vorbei führt.

## Geschichte
Auf dem Gebiet des heutigen Eimsbütteler Parks lagen im 17. Jahrhundert Fischteiche des Klosters St. Johannis. Seit dem 18. Jahrhundert befand sich das Grundstück im Besitz städtischer Bürger, die hier ihre Anwesen errichteten. Zuletzt gehörte es der Familie Lutteroth. 1872 kaufte der Bremer Wilhelm Carl Friedrich Büsing das Gelände, um eine Parkkolonie errichten zu lassen. Die von Zivilingenieur Westendarp erarbeiteten Bebauungspläne wurden jedoch nie realisiert. Gegen Ende des 19. Jahrhunderts stieg der Bedarf an Wohnraum und auch im Stadtteil Eimsbüttel wurden Freiflächen knapp. Um die Fläche für die Öffentlichkeit als Erholungspark zu erhalten, kaufte die Stadt die Grünanlage mit dem Weiher und legte einen Fußweg rund um den Teich an. In der Straße Am Weiher wurde ein neuer Zugang gelegt. Der Name der Ottersbek leitet sich von den Fischottern ab, die hier einst lebten und deren aufgestauter Teil den Park dominiert.
1904 ließ die Baudeputation in der östlichen Ecke des Parks ein kleines Toilettenhäuschen errichten, dessen Wände – wie für solche öffentlichen Bedürfnisanstalten üblich – teilweise massiv und teilweise als Fachwerk-Konstruktion gebaut wurden. Dieses Häuschen beherbergt heute ein Café und steht wie auch der Park selbst unter Denkmalschutz.
Nach dem Zweiten Weltkrieg befand sich der Park in einem schlechten Zustand, da mehrere umliegende Gebäude ausgebrannt und Bäume und Sträucher von der Bevölkerung abgeholzt und als Feuerholz verwendet worden waren. Die Stadt führte daher umfangreiche Modernisierungen durch, die bis 1952/1953 andauerten. Ein kleiner und ein großer Teich wurden zu dem heutigen Weiher zusammengefasst, die verbindende Brücke abgerissen und eine Insel, die sich im großen Teich befunden hatte, entfernt. Die ehemals verschnörkelten Uferlinien erhielten eine klare, gestraffte Kontur. Die Ottersbek, welche vorher im Süden geflossen war und ein Hygieneproblem dargestellt hatte, wurde unter die Erde verlegt. An der Ottersbekallee eröffnete man einen neuen Eingang zum Park. Der dortige Spielplatz musste weichen, wurde aber durch einen größeren ersetzt. Nach dem Kauf dreier Grundstücke in der Unnastraße entstand 1956/57 in der Nordwestecke ein zweiter Spielplatz mit Planschbecken.

## Beschreibung
Der Park Am Weiher, wie er von den Anwohnern und Besuchern oftmals genannt wird, ist ein von Wohnhäusern umgebener Stadtteilpark. Die Hauptfläche bildet der zur Ottersbek gehörende Teich. Ein Rundweg führt meist direkt am Wasser entlang und schlängelt sich durch den Park. Am Ufer befinden sich hauptsächlich Hängende Weiden, aber auch Kastanien und Ahorn. Alter Baumbestand kennzeichnet den ruhigen Erholungspark. Viele Bänke befinden sich direkt am Ufer oder am Spazierweg. Ein Holzpodest auf dem Wasser bietet einen Blick über den Teich und wird oft zum Beobachten der Wasservögel genutzt. Bepflanzungen an den Wegen trennen den Park von den umgebenen Straßen. Die Spielbereiche befinden sich abseits der Wege. Der Kleinkindbereich mit Becken, das im Sommer meist mit Wasser gefüllt ist befindet sich auf einer Wiese zwischen Ottersbekallee und der Unnastraße. Der größere Spielplatz befindet sich im westlichen Teil des Parks bei der Neuapostolischen Kirche und gegenüber der St. Bonifatiuskirche parallel zur Straße Am Weiher. Der Park verfügt über mehrere Eingänge und ist überwiegend barrierefrei. Das historische Toilettenhäuschen am Eingang der Straße Im Gehölz wird seit mehreren Jahren als Café bewirtschaftet. Der Rundweg wird gerne von Joggern genutzt, eine Hundewiese ist nicht ausgeschildert. Der Eimsbütteler Park Am Weiher ist ein vom Verkehrslärm am Ring 2 gut geschützter Erholungspark mit Café für Anwohner und Besucher und gut ausgestatteten Spielplatz für Kinder und Planschbecken mit Spielwiese für Kleinere. Als besondere Bäume sind aufgeführt die Mispel (Mespilus germanica), die „Echte Sumpfzypresse“ und die Stieleiche.